# Leonhard Meyer
Leonhard Meyer, né le 17 mai 1607 à Schaffhouse et mort le 12 janvier 1682 dans la même ville, est une personnalité politique suisse.

## Biographie
Membre de la famille Meyer, Leonhard est le fils de Vyth Meyer (juge présidant le tribunal criminel de Schaffhouse et prévôt de corporation) et de Barbara Huber. Leonhard épouse Anna Strasser en 1627, devient juge président le tribunal criminel en 1645, prévôt de la corporation de pêcheurs en 1653, délégué dans les bailliages italiens en 1650, intendant de l'arsenal en 1651, bailli de Thayngen en 1652, trésorier en 1653 et enfin bourgmestre de Schaffhouse de 1656 jusqu'à sa mort, période durant laquelle il sera délégué à Paris pour le renouvellement de l'alliance franco-suisse le 18 novembre 1663 et délégué à la Diète vingt et une fois.

## Fonds d'archives
- Genealogisches Register der Stadt Schaffhausen, AV Schaffhouse

## Source
- Eric De Pizzol / UG, « Meyer, Leonhard » dans le Dictionnaire historique de la Suisse en ligne, version du 12 janvier 2010.